# Pershing (travhäst)
| Årets häst     |                  |                  |
| 1977           | 1978             | 1979             |
| Express Gaxe   | Pershing         | Pershing         |
| Gunnar Axelryd | Berndt Lindstedt | Berndt Lindstedt |

| Årets häst       |                  |              |
| 1978             | 1979             | 1980         |
| Pershing         | Pershing         | Mustard      |
| Berndt Lindstedt | Berndt Lindstedt | Sören Nordin |

Pershing, född 28 mars 1973 i Kalifornien, död 29 november 2001 i Grästorp, var en svensk varmblodig travhäst, mest känd för att ha segrat i 1979 års upplaga av Elitloppet.

## Karriär
Pershing var en brun hingst efter Nevele Pride och undan Flying Cloud (efter Florican). Han föddes upp av Joseph T. Mendelson och ägdes av K.G. Bertmarks Hingstdepå AB. Han tränades av popstallet Lindstedt/Wallner och kördes av Berndt Lindstedt.
Pershing importerades till Sverige 1977, och sprang totalt in 4 175 540 kronor på 115 starter varav 55 segrar, 20 andraplatser och 15 tredjeplatser. Han tog karriärens största seger i Elitloppet (1979). Han segrade även i Preis der Besten (1977), Sweden Cup (1977), Copenhagen Cup (1978), Hugo Åbergs Memorial (1978), Bild-Pokal (1978, 1979), Elite-Rennen (1977, 1979), Gran Premio delle Nazioni (1977, 1979), European Grand Circuit (1979) och Olympiatravet (1979).

### Som avelshingst
Efter tävlingskarriären var Pershing framgångsrik som avelshingst, och blev tilldelad epitetet Elithingst. Pershing var en av Sveriges populäraste avelshingstar ända från det att han började betäcka.
| #  | Född | Hästnamn       | Mor           | Morfar         | Kön    | Starter | Placeringar | Vinstsumma   |
| -- | ---- | -------------- | ------------- | -------------- | ------ | ------- | ----------- | ------------ |
| 1  | 1981 | Mack the Knife | Gaby Bulwark  | Earl Bulwark   | Hingst | 65      | 25-13-11    | 7 460 580 kr |
| 2  | 1989 | Blue Dream     | Frisonne      | Fandango       | Hingst | 41      | 7-7-2       | 4 960 410 kr |
| 3  | 1983 | Newmarket      | Misty Sister  | Songcan        | Sto    | 77      | 22-11-8     | 4 354 295 kr |
| 4  | 1989 | Hitec Lou      | Lola Rodney   | Captain Rodney | Hingst | 110     | 19-28-17    | 2 755 245 kr |
| 5  | 1982 | Krista Sidney  | Bea Sidney    | Noble Action   | Sto    | 82      | 28-19-9     | 2 442 320 kr |
| 6  | 1990 | Center Piece   | Poesie        | Chambon P.     | Valack | 147     | 16-20-14    | 2 213 698 kr |
| 7  | 1988 | Ask Me Nice    | Nette Quick   | Quick Pay      | Sto    | 100     | 36-14-13    | 2 192 615 kr |
| 8  | 1984 | Atas Rocket    | Ata Donna Y.  | Speedy Crown   | Hingst | 38      | 11-9-6      | 1 980 710 kr |
| 9  | 1993 | Wilbur Quick   | Paulina Quick | Quick Pay      | Hingst | 144     | 14-17-22    | 1 598 350 kr |
| 10 | 1989 | Blue Hawaii    | Seabreeze     | Earl Bulwark   | Hingst | 119     | 17-21-12    | 1 527 993 kr |

### Död
Den 29 november 2001 avled Pershing, 28 år gammal på Brättefors Stuteri i Grästorp, där han sista tiden stått som pensionär.